# Artur Zaczyński
Artur Kamil Zaczyński (ur. 1977) – polski lekarz, neurochirurg.

## Życiorys
Jest absolwentem Akademii Medycznej w Warszawie (1996–2002). W 2010 uzyskał specjalizację z zakresu neurochirurgii. W latach 2008–2012 odbył studia doktoranckie w ramach Centrum Medycznego Kształcenia Podyplomoweg (CMKP) w Warszawie. W 2015 uzyskał tam tytuł naukowy doktora nauk medycznych pod kierunkiem Mirosława Ząbka. Ukończył program Executive MBA na Akademii Leona Koźmińskiego w Warszawie. Jest zastępcą dyrektora ds. Medycznych Centralnego Szpitala Klinicznego MSWiA w Warszawie. Od 2020 jest członkiem Rady Epidemicznej przy Prezydencie RP. Pełni również funkcję członka zarządu Stowarzyszenia Neurochirurgii Polskiej.

## Wyróżnienia
- Laureat Wektora Serca – nagrody Pracodawców Rzeczypospolitej Polskiej (2022)
- 2021 Nagroda m.st. Warszawy[2]
- Krzyż Kawalerski Orderu Odrodzenia Polski (2021)[3][4]